# Нерв покриття
Нерв покриття — конструкція в топології, яка дає симпліційний комплекс за довільним покриттям.
Поняття нерва покриття ввів Павло Александров.

## Визначення
Нехай {\displaystyle \{W_{\alpha }\}} — скінченне покриття топологічного простору{\displaystyle X}. Нерв покриття {\displaystyle \{W_{\alpha }\}} — це абстрактний симпліційний комплекс {\displaystyle N}, множина вершин якого ототожнена з множиною індексів покриття, при цьому {\displaystyle N} містить симплекс з вершинами{\displaystyle \alpha _{1},\alpha _{2},\ldots ,\alpha _{n}} тоді і тільки тоді, коли
{\displaystyle \bigcap _{i=1}^{n}W_{\alpha _{i}}\not =\varnothing }.

## Варіації та узагальнення
- Граф перетинів — 1-вимірний кістяк нерва.

## Властивості
- Теорема про нерв. Якщо {\displaystyle X} тріангульовне і {\displaystyle \{W_{\alpha }\}} — скінченне покриття замкнутими множинами, причому всі непорожні перетини стягувані, то нерв покриття гомотопічно еквівалентний {\displaystyle X}.
  - Зокрема, звідси випливає теорема Хеллі .